# Was je maar hier
Was je maar hier is een single van de Nederlandse band BLØF uit 2011. Het stond in hetzelfde jaar als twaalfde track op het album Alles blijft anders, waar het de vierde single van was, na Wijd open, Beter en Hou vol hou vast.

## Achtergrond
Was je maar hier is geschreven door Bas Kennis, Paskal Jakobsen en Peter Slager. Het is een Nederlandstalig poprocknummer dat gaat over het missen van een geliefde of een andere relatie. Het lied was de laatste single van het album. Van het lied is een officiële refix bekend, gemaakt door Chew Fu. De B-kant van de single is Zoveel nieuwe dingen, welke niet op een album van de band te vinden is. 

## Hitnoteringen
Het lied behaalde successen in Nederland. In de Single Top 100 piekte het op de zevende plaats en was het dertien weken in de lijst te vinden. De piekpositie in de Top 40 was de 23e plek in de negen weken dat het in deze hitlijst stond.